# Euderces rubellus
Euderces rubellus là một loài bọ cánh cứng trong họ Cerambycidae.